# Witchhammer
Witchhammer je první demo kapely Törr. Bylo nahráno v roce 1987. Vyšlo na vinylu v roce 2007 jako 2LP s albem Kladivo na čarodějnice 1993, vše pod názvem Witchhammer. Na dvojalbu jsou ještě čtyři bonusy. Dále bylo vydáno v roce 2015 samotné demo na vinylu.

## Seznam skladeb - edice 2007
Witchhammer 1987 demo (2007)
Side A
1. Intro
2. Samota v smrti
3. Kladivo na čarodějnice
4. Exorcist
5. Válka s nebem
6. Ďáblův dech

Side B
1. Život a smrt
2. Zlej sen
3. Armageddon
4. Witchhammer (bonus-studio 1988)
5. Witchhammer (bonus-live 1989)

Kladivo na čarodějnice 1993 studio (2007)
Side A
1. Armageddon
2. Kladivo na čarodějnice
3. Kult ohně
4. Válka s nebem
5. Exorcist

Side B
1. Ďáblův dech
2. Sex, alkohol & Rock'n Roll
3. Život a smrt
4. Fuck, Fuck, Fuck, Fuck
5. Witchhammer (bonus-studio 2006)
6. Mallevs maleficarvm (Kladivo na čarodějnice) bonus-studio 2006

## Seznam skladeb - edice 2015
Witchhammer 1987 demo (2015)
Side Black
1. Intro
2. Samota v smrti
3. Kladivo na čarodějnice
4. Exorcist

Side Metal
1. Válka s nebem
2. Ďáblův dech
3. Život a smrt
4. Zlej sen
5. Armageddon

## Alba byla nahrána ve složení
- Ota Hereš – kytara, zpěv
- Vlasta Henych – baskytara, zpěv
- Milan Háva – bicí